# اریک فون هولست
اریک فون هولست (استونیایی: Erik von Holst; ۳۰ اوت ۱۸۹۴ – ۳۱ مهٔ ۱۹۶۲) قایقران قایق بادبانی و طراح اهل استونی بود. وی در مسابقات قایقرانی بادبانی بازی‌های المپیک تابستانی ۱۹۳۶ شرکت کرده بود.